# Cenkova
Cenkova este o localitate din comuna Cerkvenjak, Slovenia, cu o populație de 56 de locuitori.